# Ruda, Friuli-Venezia Giulia
Ruda är en ort och kommun i regionen Friuli-Venezia Giulia i Italien och tillhörde tidigare även provinsen Udine som upphörde 2018. Kommunen hade 2 875 invånare (2018).